# Freedom Project
Pour les articles homonymes, voir Freedom.
Freedom Project est une opération promotionnelle japonaise lancée par Nissin Foods à l'occasion du 35e anniversaire de cette firme en 2006. Dans le cadre de cette opération, la commande d'une série d'OVA, intitulée Freedom, a été passée aux studios Sunrise. Le Character designer de ce projet est Katsuhiro Otomo (qui a réalisé le film Steamboy et écrit le manga Akira). La série est réalisée par Shuhei Morita (récompensé pour son court-métrage Kakurenbo) et écrite par Dai Sato,. La chanson du générique d'ouverture est This Is Love d'Hikaru Utada.
De nombreuses scènes présentent des protagonistes qui consomment des nouilles instantanées, placement de produit de la marque.

## Synopsis
La Terre est devenue inhabitable et les gens habitent maintenant sur la Lune. Ils y ont créé la république d'Éden. Plus de 160 ans ont passé.
À Éden, les enfants finissent leur éducation à 15 ans, puis ils deviennent citoyens à part entière. Pendant cette période de transition, Takeru va participer à une course avec ses copains. Il a fabriqué lui-même son véhicule et par ses actes il va découvrir le secret d'Éden.